# تيكيلا سن رايز

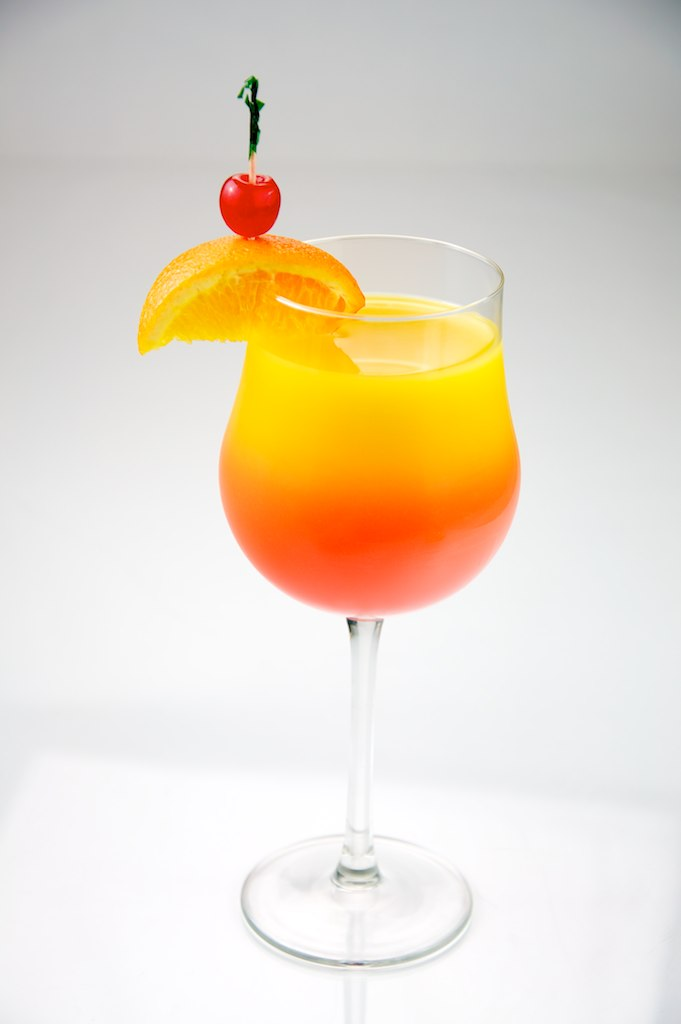

التكيلا (بالإنجليزية Tequila) مشروب كحولي شتوي مقابل للفودكا. وهي مشروب خالص (ليس مزيجاً) ويصنع من الصبار وأصله مكسيكي وتحديدا يعود أصل التيكيلا إلى قرية تيكيلا الواقعة في غرب ولاية جاليسكو المكسيكية، صنع منها العديد من الخلطات (كوكتيلات) مثل خلطة «تكيلا سن رايز» (بالإنجليزية Tequila Sunrise) وتعني «تكيلا شروق الشمس» وسميت بذلك لأن ألوانها تشبه لون شروق الشمس.

## طريقة صنعه
هناك طريقتين مختلفتين لصنعه وخلطه ;
الطريقة الاصلية
هي خلط عدة مكونات:
- تيكيلا.
- crème de cassis .
- ليم.
- ماء الصودا.

الطريقة الأكثر شعبية
وهي خلط:
- تيكيلا.
- عصير البرتقال.
- عصير الرمان.

## طريقة تحضيره
يمكن صب هذا المشروب في عدة أنواع من الكؤوس ولكن الدارج هو كأس طويلة. أما طريقة التحضير فهي:
- تملأ الكأس بالثلج ثم نضيف 30 ملل تكيلا صافية أو بمقدار جرعة واحدة.
- تملأ الكأس عصير برتقال ونبقي متسع لجرعة واحدة من الجريندين ليعطي لون أحمر فاتح بشكل طولي يتخلل البرتقال.
- يضاف شرحة واحدة من البرتقال على فوهة الكأس ولكن ليس بداخله بل تكون معلقة.[4]